# Liga Premier de Rusia 2025-26
La temporada 2025-26 es la 34.ª edición de la Liga Premier de Rusia, la máxima categoría del fútbol en Rusia desde la disolución de la Unión Soviética, empezó el 18 de julio de 2025 y finalizará el 17 de mayo de 2026.

## Formato
Los 16 equipos juegan un torneo de todos contra todos, por lo que cada equipo disputa frente a los rivales dos veces, una como local y otra como visitante. Por lo tanto, se jugarán un total de 240 partidos, con 30 partidos jugados por cada equipo.
Los equipos que concluyan en las posiciones 15 y 16 descenderán automáticamente a la FNL, mientras que los dos mejores equipos de la FNL conseguirán el ascenso. Por otra parte, los clubes de FNL situados en tercera y cuarta posición se enfrentarán a los clasificados en posición 13 y 14 de Liga Premier en los partidos de ida y vuelta de la promoción para obtener una plaza para la temporada 2026-27.

## Equipos participantes
Al igual que en la temporada anterior, 16 equipos juegan en la temporada 2025-26. Después de la temporada 2024-25, el Fakel Vorónezh descendió a la Segunda División Rusa 2025-26 y el Jimki fue disuelto por problemas económicos. Fueron reemplazados por el primero de la Primera Liga de Rusia 2024-25, Baltika Kaliningrado y el ganador del repechaje por la permanencia, el Sochi que regresa después de un año a la Liga Premier. Torpedo Moscú originalmente ascendió y luego fue eliminado de la liga por intento de arreglo de partidos en la temporada anterior, esto dio paso a la permanencia del Oremburgo, que inicialmente descendió al terminar en el puesto 15.

### Ascensos y descensos
| Pos  | Descendidos de la Liga Premier de Rusia |
| ---- | --------------------------------------- |
| Ret. | Jimki                                   |
| 16.º | Fakel Vorónezh                          |

| Pos   | Ascendidos de la Liga Nacional de Fútbol |
| ----- | ---------------------------------------- |
| 1.º   | Baltika Kaliningrado                     |
| Prom. | Sochi                                    |

### Estadios y ciudades
| Club                     | Estadio           | Ciudad          | Inauguración | Capacidad |
| ------------------------ | ----------------- | --------------- | ------------ | --------- |
| FC Ajmat Grozni          | Ajmat Arena       | Grozni          | 2011         | 30 597    |
| FC Baltika Kaliningrado  | Arena Baltika     | Kaliningrado    | 2018         | 35 000    |
| PFC CSKA Moscú           | Arena CSKA        | Moscú           | 2016         | 30 000    |
| FC Dinamo Moscú          | VTB Arena         | Moscú           | 2019         | 33 000    |
| FC Krasnodar             | Krasnodar         | Krasnodar       | 2016         | 35 074    |
| Akron Tolyatti           | Solidarnost Arena | Samara          | 2018         | 44 918    |
| FC Lokomotiv Moscú       | Lokomotiv         | Moscú           | 2002         | 27 320    |
| Krylia Sovetov Samara    | Solidarnost Arena | Samara          | 2018         | 44 918    |
| FC Rostov                | Rostov Arena      | Rostov del Don  | 2018         | 43 472    |
| FC Rubin Kazán           | Kazán Arena       | Kazán           | 2013         | 45 379    |
| FC Spartak de Moscú      | Otkrytie Arena    | Moscú           | 2014         | 45 360    |
| FC Zenit San Petersburgo | Krestovski        | San Petersburgo | 2017         | 64 287    |
| PFC Sochi                | Olímpico Fisht    | Sochi           | 2013         | 48 000    |
| Dinamo Majachkalá        | Anzhi-Arena       | Kaspisk         | 2003         | 26 500    |
| FC Nizhni Nóvgorod       | Nizhni Nóvgorod   | Nizhni Nóvgorod | 2018         | 43 319    |
| FC Oremburgo             | Gazovik           | Oremburgo       | 1967         | 7500      |

### Cuerpo técnico y uniformes
| Club                  | Ciudad          | Entrenador          | Marca        | Patrocinador      |
| --------------------- | --------------- | ------------------- | ------------ | ----------------- |
| Ajmat Grozni          | Grozni          | Aleksandr Storozhuk | Joma         | Akhmat Foundation |
| Rubin Kazán           | Kazán           | Rashid Rajímov      | Wildberries  | Kazán Orgsintez   |
| CSKA Moscú            | Moscú           | Fabio Celestini     | Primera      | Apotheka          |
| Dinamo Moscú          | Moscú           | Valeri Karpin       | Bosco        | BetBoom           |
| FC Krasnodar          | Krasnodar       | Murad Musayev       | Krasnodar    | Ozon              |
| Akron Tolyatti        | Samara          | Zaur Tedeyev        | Jögel        |                   |
| Krylia Sovetov Samara | Samara          | Magomed Adiyev      | Puma         | Fonbet/Sogaz      |
| Lokomotiv Moscú       | Moscú           | Mijaíl Galaktionov  | Wildberries  | RZhD              |
| Baltika Kaliningrado  | Kaliningrado    | Andrey Talalayev    | Bandera de ? |                   |
| FC Rostov             | Rostov del Don  | Jonatan Alba        | Puma         | TNS Energo        |
| FC Oremburgo          | Oremburgo       | Vladimir Slišković  | Adidas       |                   |
| Spartak Moscú         | Moscú           | Dejan Stanković     | Jögel        | Lukoil            |
| Zenit San Petersburgo | San Petersburgo | Serguéi Semak       | Kelme        | Gazprom           |
| PFC Sochi             | Sochi           | Robert Moreno       | Bandera de ? |                   |
| Dinamo Majachkalá     | Kaspisk         | Khasanbi Bidzhiyev  | Joma         |                   |
| FC Nizni Nóvgorod     | Nizni Nóvgorod  | Aleksey Shpilevsky  | Jako         | Pari              |

## Desarrollo

### Clasificación
| Pos. | Equipo                | Pts. | PJ | G | E | P | GF | GC | Dif. | Clasificación 2026-27                      |
| ---- | --------------------- | ---- | -- | - | - | - | -- | -- | ---- | ------------------------------------------ |
| 1    | Lokomotiv Moscú       | 13   | 5  | 4 | 1 | 0 | 13 | 6  | +7   | Participación suspendida en copas europeas |
| 2    | Krasnodar             | 12   | 5  | 4 | 0 | 1 | 11 | 3  | +8   | Participación suspendida en copas europeas |
| 3    | CSKA Moscú            | 11   | 5  | 3 | 2 | 0 | 11 | 4  | +7   | Participación suspendida en copas europeas |
| 4    | Rubin Kazán           | 10   | 5  | 3 | 1 | 1 | 8  | 8  | 0    | Participación suspendida en copas europeas |
| 5    | Baltika Kaliningrado  | 9    | 5  | 2 | 3 | 0 | 9  | 5  | +4   |                                            |
| 6    | Krylia Sovetov Samara | 8    | 5  | 2 | 2 | 1 | 9  | 6  | +3   |                                            |
| 7    | Akron Tolyatti        | 6    | 5  | 1 | 3 | 1 | 8  | 5  | +3   |                                            |
| 8    | Zenit San Petersburgo | 6    | 5  | 1 | 3 | 1 | 7  | 7  | 0    |                                            |
| 9    | Ajmat Grozni          | 6    | 5  | 2 | 0 | 3 | 5  | 6  | −1   |                                            |
| 10   | Oremburgo             | 5    | 5  | 1 | 2 | 2 | 5  | 6  | −1   |                                            |
| 11   | Dinamo Moscú          | 5    | 5  | 1 | 2 | 2 | 4  | 6  | −2   |                                            |
| 12   | Dinamo Majachkalá     | 5    | 5  | 1 | 2 | 2 | 3  | 5  | −2   |                                            |
| 13   | Spartak Moscú         | 5    | 5  | 1 | 2 | 2 | 6  | 10 | −4   | Promoción por la permanencia               |
| 14   | Nizhni Nóvgorod       | 3    | 5  | 1 | 0 | 4 | 4  | 9  | −5   | Promoción por la permanencia               |
| 15   | Rostov                | 3    | 5  | 1 | 0 | 4 | 3  | 8  | −5   | Descenso a Primera Liga Rusa               |
| 16   | Sochi                 | 1    | 5  | 0 | 1 | 4 | 3  | 15 | −12  | Descenso a Primera Liga Rusa               |

Actualizado a los partidos jugados el 18 de agosto de 2025.
 Fuente: Russian Premier League
Criterios de clasificación: 1) Puntos; 2) Puntos cara a cara; 3) Partidos ganados cara a cara; 4) Diferencia de goles cara a cara; 5) Goles marcados cara a cara; 6) Partidos ganados; 7) Gol diferencia; 8) Goles anotados; 9) Play-off.
Notas:
1. ↑  El 28 de febrero de 2022, los clubes rusos fueron suspendidos de las competencias internacionales debido a la invasión rusa de Ucrania en 2022.[6]

### Evolución de la clasificación
| Equipo ╲ Jornada      | 1     | 2  | 3  | 4  | 5  | 6 | 7 | 8 | 9 | 10 | 11 | 12 | 13 | 14 | 15 | 16 | 17 | 18 | 19 | 20 | 21 | 22 | 23 | 24 | 25 | 26 | 27 | 28 | 29 | 30 |  |
| --------------------- | ----- | -- | -- | -- | -- | - | - | - | - | -- | -- | -- | -- | -- | -- | -- | -- | -- | -- | -- | -- | -- | -- | -- | -- | -- | -- | -- | -- | -- |  |
| Equipo ╲ Jornada      | Zenit | 4  | 6  | 7  | 8  | 8 |   |   |   |    |    |    |    |    |    |    |    |    |    |    |    |    |    |    |    |    |    |    |    |    |  |
| Akron Tolyatti        | 6     | 2  | 6  | 7  | 7  |   |   |   |   |    |    |    |    |    |    |    |    |    |    |    |    |    |    |    |    |    |    |    |    |    |  |
| Dinamo Moscú          | 8     | 8  | 10 | 10 | 11 |   |   |   |   |    |    |    |    |    |    |    |    |    |    |    |    |    |    |    |    |    |    |    |    |    |  |
| Krasnodar             | 1     | 9  | 5  | 2  | 2  |   |   |   |   |    |    |    |    |    |    |    |    |    |    |    |    |    |    |    |    |    |    |    |    |    |  |
| CSKA Moscú            | 10    | 7  | 8  | 3  | 3  |   |   |   |   |    |    |    |    |    |    |    |    |    |    |    |    |    |    |    |    |    |    |    |    |    |  |
| Lokomotiv Moscú       | 2     | 1  | 1  | 1  | 1  |   |   |   |   |    |    |    |    |    |    |    |    |    |    |    |    |    |    |    |    |    |    |    |    |    |  |
| Ajmat Grozni          | 14    | 14 | 13 | 12 | 9  |   |   |   |   |    |    |    |    |    |    |    |    |    |    |    |    |    |    |    |    |    |    |    |    |    |  |
| Baltika Kaliningrado  | 7     | 3  | 3  | 5  | 5  |   |   |   |   |    |    |    |    |    |    |    |    |    |    |    |    |    |    |    |    |    |    |    |    |    |  |
| Rostov                | 12    | 13 | 14 | 13 | 15 |   |   |   |   |    |    |    |    |    |    |    |    |    |    |    |    |    |    |    |    |    |    |    |    |    |  |
| Spartak Moscú         | 5     | 10 | 11 | 11 | 13 |   |   |   |   |    |    |    |    |    |    |    |    |    |    |    |    |    |    |    |    |    |    |    |    |    |  |
| Nizhni Nóvgorod       | 15    | 15 | 15 | 16 | 14 |   |   |   |   |    |    |    |    |    |    |    |    |    |    |    |    |    |    |    |    |    |    |    |    |    |  |
| Dinamo Majachkalá     | 13    | 12 | 9  | 9  | 12 |   |   |   |   |    |    |    |    |    |    |    |    |    |    |    |    |    |    |    |    |    |    |    |    |    |  |
| Sochi                 | 16    | 16 | 16 | 15 | 16 |   |   |   |   |    |    |    |    |    |    |    |    |    |    |    |    |    |    |    |    |    |    |    |    |    |  |
| Rubin Kazán           | 3     | 4  | 4  | 6  | 4  |   |   |   |   |    |    |    |    |    |    |    |    |    |    |    |    |    |    |    |    |    |    |    |    |    |  |
| Krylia Sovetov Samara | 9     | 5  | 2  | 4  | 6  |   |   |   |   |    |    |    |    |    |    |    |    |    |    |    |    |    |    |    |    |    |    |    |    |    |  |
| Oremburgo             | 11    | 11 | 12 | 14 | 10 |   |   |   |   |    |    |    |    |    |    |    |    |    |    |    |    |    |    |    |    |    |    |    |    |    |  |

### Resultados
| Local \ Visitante     | AKH | AKR | CSK | DYN | KRA | BAL | LOK | NIZ | ROS | ORE | SOC | SPA | KRY | RUB | MAK | ZEN |
| --------------------- | --- | --- | --- | --- | --- | --- | --- | --- | --- | --- | --- | --- | --- | --- | --- | --- |
| Ajmat Grozni          |     |     |     |     |     |     |     |     |     |     |     |     | 3–1 | 0–2 |     | 1–0 |
| Akron Tolyatti        |     |     |     |     |     |     |     |     |     | 1–2 |     | 1–1 | 1–1 |     |     |     |
| CSKA Moscú            | 2–1 |     |     |     |     |     |     |     |     |     |     | a   |     | 5–1 |     | a   |
| Dinamo Moscú          |     |     | 1–3 |     |     | 1–1 |     |     | 1–0 |     |     | a   |     |     |     |     |
| Krasnodar             |     |     |     | 1–0 |     |     | 1–2 |     |     |     | 5–1 |     |     |     |     |     |
| Baltika Kaliningrado  |     |     |     |     |     |     | 1–1 |     |     | 3–2 |     |     |     |     |     |     |
| Lokomotiv Moscú       |     |     |     |     |     |     |     |     |     |     | 3–0 | 4–2 |     |     |     |     |
| Nizhni Nóvgorod       |     |     |     |     | 0–3 |     | 2–3 |     |     |     |     |     |     |     | 2–0 |     |
| Rostov                |     |     |     |     |     |     |     | 1–0 |     |     |     |     | 1–4 |     |     |     |
| Oremburgo             |     |     | 0–0 |     | 0–1 |     |     |     |     |     |     |     |     |     | 1–1 |     |
| Sochi                 |     | 0–4 |     | 1–1 |     |     |     |     |     |     |     |     |     |     |     |     |
| Spartak Moscú         |     |     | a   | a   |     | 0–3 |     |     |     |     |     |     |     |     | 1–0 | 2–2 |
| Krylia Sovetov Samara |     |     |     |     |     | 1–1 |     | 2–0 |     |     |     |     |     |     |     |     |
| Rubin Kazán           |     |     |     |     |     |     |     |     | 1–0 |     | 2–1 |     |     |     |     | 2–2 |
| Dinamo Majachkalá     | 1–0 | 1–1 |     |     |     |     |     |     |     |     |     |     |     |     |     |     |
| Zenit San Petersburgo |     |     | 1–1 |     |     |     |     |     | 2–1 |     |     | a   |     |     |     |     |

## Play-off de ascenso-descenso
Los equipos que finalicen en el puesto 13 y 14 de la Liga Premier de Rusia se enfrentarán a los equipos que terminen en el puesto 3 y 4 de la Primera Liga de Rusia. La conformación de las llaves se realizará mediante sorteo en mayo de 2026.
| Equipo 1 | Agr. | Equipo 2 | Ida | Vuelta |
| -------- | ---- | -------- | --- | ------ |
|          | –    |          | –   | –      |
|          | –    |          | –   | –      |

### Llave 1
| Ida; mayo de 2026 |  | vs. |  |  |  |
| --:-- (UTC+3)     |  |     |  |  |  |

| Vuelta; mayo de 2026 |  | vs. |  |  |  |
| --:-- (UTC+3)        |  |     |  |  |  |

### Llave 2
| Ida; mayo de 2026 |  | vs. |  |  |  |
| --:-- (UTC+3)     |  |     |  |  |  |

| Vuelta; mayo de 2026 |  | vs. |  |  |  |
| --:-- (UTC+3)        |  |     |  |  |  |